# Franz Eusebius von Pötting

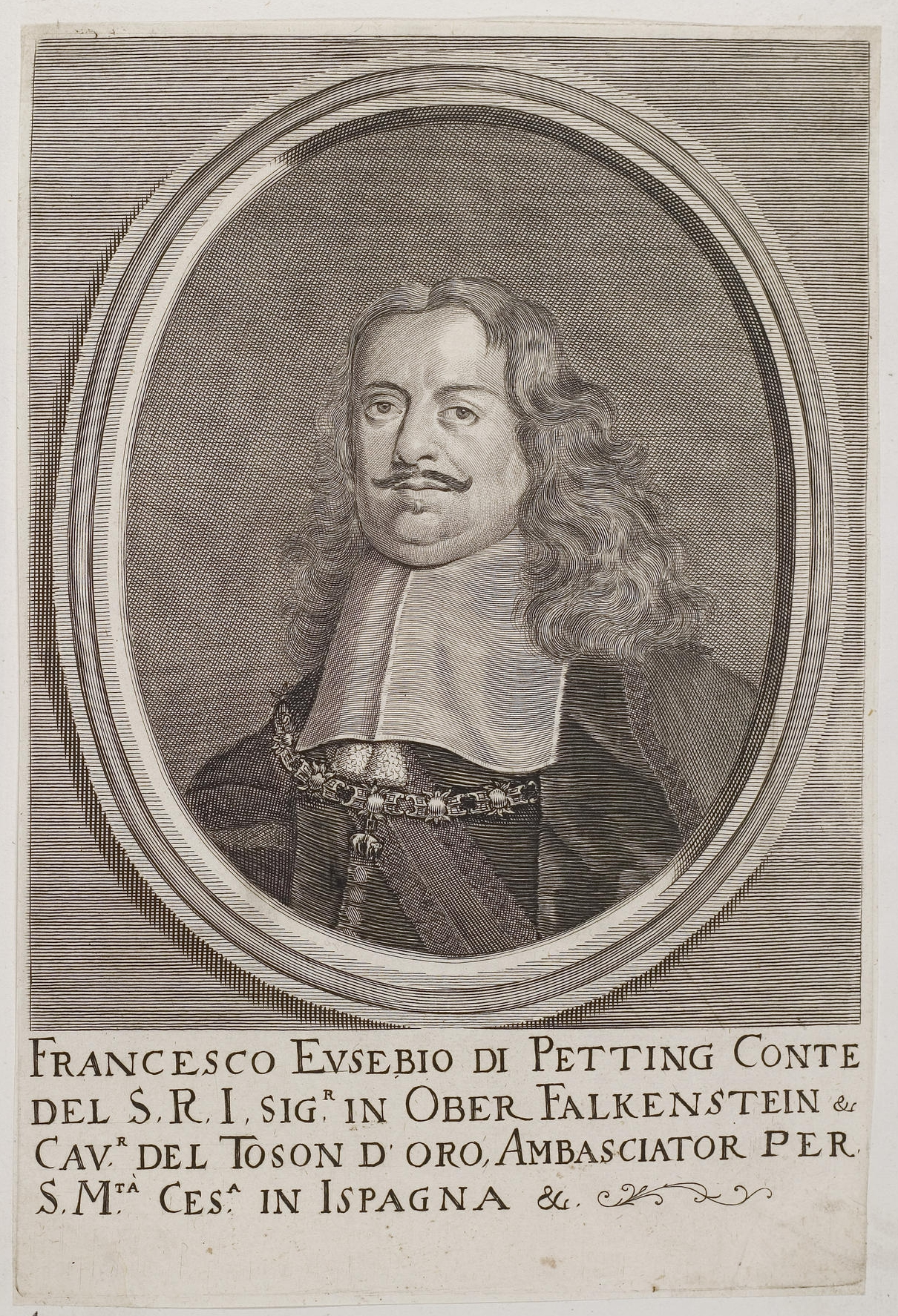
Franz Eusebius von Pötting, Grafik aus dem Klebeband Nr. 2 der Fürstlich Waldeckschen Hofbibliothek Arolsen, nach 1678

Franz Eusebius von Pötting (* 10. Dezember 1627; † 29. Dezember 1678) war ein Reichsgraf, böhmischer Vizekanzler, österreichischer Diplomat und Geheimrat von Kaiser Leopold I.

## Leben

### Herkunft und Karriere am Kaiserhof
Er stammte aus einem alten, 1288 zuerst urkundlich erscheinenden Rittergeschlecht Niederösterreichs, dessen Stammhaus in Pöttingen bei Murstetten lag. Seine Eltern waren Friedrich Pötting (1577–1642) und Kunigunde Elisabeth Sternberg (1580–1631). Durch seine Mutter hatte er enge Beziehungen zum böhmischen Adel. Er studierte an der Universität Löwen und bewarb sich nach bei der Verwaltung des Königreichs Böhmen. 1647 wurde er zunächst Rat des Berufungsgerichts und war 1649 bis 1664 Vizekanzler von Böhmen. Am 6. März 1650 wurde er durch Kaiser Ferdinand III. zudem zum Reichskämmerer erhoben.

### Familie und Güter
1650 heiratete Pötting Maria Margareta Löblová († 1658), Tochter des Hofrats und Oberst der Wiener Stadtwache John Christopher Löbl. Marie Margareta und ihre Schwestern waren Mitbesitzer von Landhäusern in Rumburk und Varnsdorf mit der Burg Tolštejn. Pötting besaß auch Land in Prag und baute in Břevnov nach 1650 ein Sommerhaus, das nach ihm noch den Namen Petynka trägt. Er erwarb 92.000 Goldaktien der Schwestern seiner Frau. 1652 erhielt er den böhmischen Inkolat und im Folgejahr 1653 vom Kaiser Ferdinand III. das Gut Miličín in Benešov. 1656 war er schließlich alleiniger Eigentümer von Rumburk.
Nach dem Tod seiner ersten Frau 1658 heiratete er 1662 mit Unterstützung der Kaiserin Eleonora in zweiter Ehe Marie Sophie von Dietrichstein (1652–1711), die jüngste Tochter von Prinz Maximilian von Dietrichstein. Aus dieser Ehe stammten zwei Kinder, die beide im Kindesalter starben.

### Reichskommissar und kaiserlicher Botschafter in Spanien
Unter Leopold I. wurde er 1660 zunächst Reichskommissar im böhmischen Parlament. Zwischen 1663 und 1674 war er kaiserlicher Botschafter in Madrid, wo er eine wichtige Rolle in den Familienbeziehungen der österreichischen und spanischen Habsburger spielte. Unter anderem half bald mit, die Ehe des spanischen Säuglings Margarita Theresa von Spanien mit Kaiser Leopold I. zu organisieren, deren Hochzeit am 12. Dezember 1666 in Wien stattfand. Er unterstützte seinen Schwager Ferdinand Joseph von Dietrichstein und andere Verwandte wie Philipp Siegmund von Dietrichstein und ermöglichte ihnen den Zugang zum spanischen Hof. Der Botschafterposten in Spanien war sehr prestigeträchtig, und Pötting wurde Vollmitglied des spanischen Königshofs und Teilnehmer an gesellschaftlichen Veranstaltungen.  Pöttings Tagebuch aus dieser Zeit ist immer noch eine wichtige Quelle für spanische Historiker und wurde in Büchern veröffentlicht. Auch von Spanien aus verfolgte er die Ereignisse am Wiener Hof und konnte dort seine Stellung ausbauen. So wurde er 1671 wurde er zum höchsten Marschall des kaiserlichen Hofes in Wien ernannt und aufgrund seiner Abwesenheit von Ferdinand Bonaventura aus Harrach vertreten. Obwohl er ein Gehalt von 34.000 Golddukaten (?) aus Wien erhielt, führten ihn allerdings die hohen Repräsentationskosten und seine künstlerischen Interessen nach und nach in finanzielle Schwierigkeiten. Im April 1674 kehrte er nach Wien zurück.

### Büchersammler und Stifter
Als gebildeter Aristokrat mit vielseitigen Interessen wurde Pötting als Büchersammler bekannt. In Spanien konzentrierte er für sein eigenes Geld und auf Kosten von Kaiser Leopold eine einzigartige Büchersammlung. So erwarb er aus dem Nachlass des 1671 verstorbenen Marquis de Cábrega dessen Bibliothek, die bis heute die Grundlage der spanischen Nationalbibliothek bildet (5.000 Bände und eine Reihe seltener Handschriften).

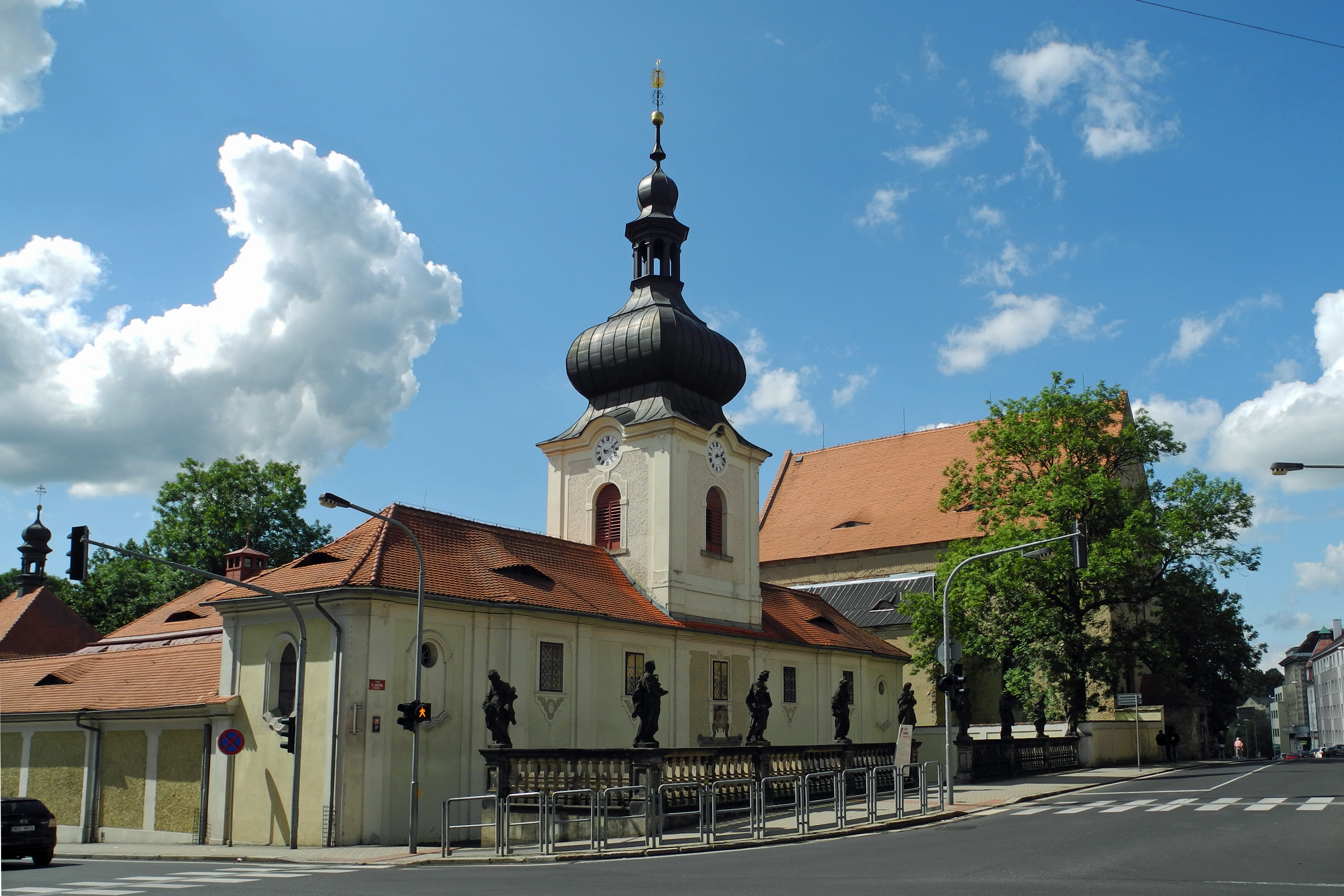
Ehem. Kapuzinerkloster in Rumburk

In Rumburk gründete er das Kapuzinerkloster und leitete den Bau der Klosterkirche. Der gesamte Komplex wurde jedoch erst nach seinem Tod fertiggestellt. Im neu errichteten Kloster war ein Platz für die Büchersammlung aus Spanien reserviert, der jedoch nicht in Anspruch genommen wurde. Außerdem war er Stifter einer Kapelle auf der Pilgerroute von Alt Boleslav nach Prag.

## Nachlass
Nach seinem Tod wurde am 19. Januar 1681 die gesamte Herrschaft Rumburg mit der Stadt und dem Gut Schirgiswalde an den kaiserlichen Oberhofmeister Anton Florian von Liechtenstein verkauft. Seine Witwe Marie Sophie heiratete im gleichen Jahr zum zweiten Mal, und zwar Wenzel Ferdinand Popel von Lobkowitz (1654–1697).
Pöttings persönliche Büchersammlung wurden nach seinem Tod verstreut, die meisten Bücher waren jedoch bis zum 19. Jahrhundert im Besitz der Familie. Viele seltene Exemplare befinden sich heute in der Strahov-Bibliothek, der Bibliothek des Nationalmuseums oder der Nationalbibliothek. Ausnahmsweise gingen einige Bücher in die Österreichische Nationalbibliothek, aber auch nach Großbritannien und Kanada.

## Auszeichnungen
- 1649 Erhebung in den böhmischen Grafenstand am 18. Juni
- 1652 Erhebung in den böhmischen Herrenstand am 8. Mai
- 1662 Bestätigung des Reichsgrafenstandes mit der Anrede „Hoch- und Wohlgeboren“ am 18. Februar
- 1663 Ritter des Ordens vom Goldenen Vlies